# Island of Lost Souls (singolo)
Island of Lost Souls è un singolo del gruppo musicale statunitense Blondie, pubblicato nel 1981.

## Video
Il video si apre con Debbie Harry con gli altri membri del gruppo dei Blondie che arrivano su un'isola deserta in barca, Debbie Harry ha un vestito ispano-americano, mentre gli altri membri del gruppo hanno una maschera. Quando sbarcano sull'isola gli altri membri del gruppo non hanno più la maschera e incominciano a suonare i fiati, mentre Debbie Harry comincia a fare il playback della canzone.

## Tracce
US 7"
UK 7"
Testi e musiche di Deborah Harry, Chris Stein.
1. Island of Lost Souls – 3:49
2. Dragonfly – 5:47

UK 12"
Testi e musiche di Deborah Harry, Chris Stein.
1. Island of Lost Souls (Album version) – 4:44
2. Dragonfly – 5:47

## Classifiche
| Classifica (1988)               | Posizione massima |
| ------------------------------- | ----------------- |
| Australian Singles Chart        | 13                |
| Belgium (Ultratop 50 Flanders)  | 8                 |
| Canadian RPM Adult Contemporary | 1                 |
| Germany (GfK)                   | 66                |
| Irish Singles Chart             | 15                |
| Netherlands (Dutch Top 40)      | 20                |
| New Zealand (Recorded Music NZ) | 18                |
| UK Singles Chart                | 11                |
| U.S. Billboard Hot 100          | 37                |

## Formazione
- Debbie Harry, voce
- Chris Stein, chitarre
- Frank Infante, chitarre
- Jimmy Destri, tastiera elettronica
- Nigel Harrison, basso elettrico
- Clem Burke, percussioni
- Mike Chapman, produzione